# 007/オクトパシー
『007／オクトパシー』（ダブルオーセブン オクトパシー、原題: Octopussy）は、ジョン・グレン監督の1983年のスパイアクション映画。映画「ジェームズ・ボンド」シリーズの第13作目。
ジョン・グレン監督の2作目。前作『007/ユア・アイズ・オンリー』のシリアス路線からロジャー・ムーアの持ち味を活かしたコミカル路線へと戻っている。アクションも多く取り入れ、列車の屋根の上での敵との肉弾戦やラストのビーチクラフト機の格闘など見所も多い。また、非イオン・プロ作品の『ネバーセイ・ネバーアゲイン』と同年に公開され、二人のジェームズ・ボンド（ショーン・コネリーとロジャー・ムーア）の戦いは注目を集めた。結果として本作が興行収入2位で勝利する。（『ネバーセイ・ネバーアゲイン』は興行収入4位）。

## ストーリー

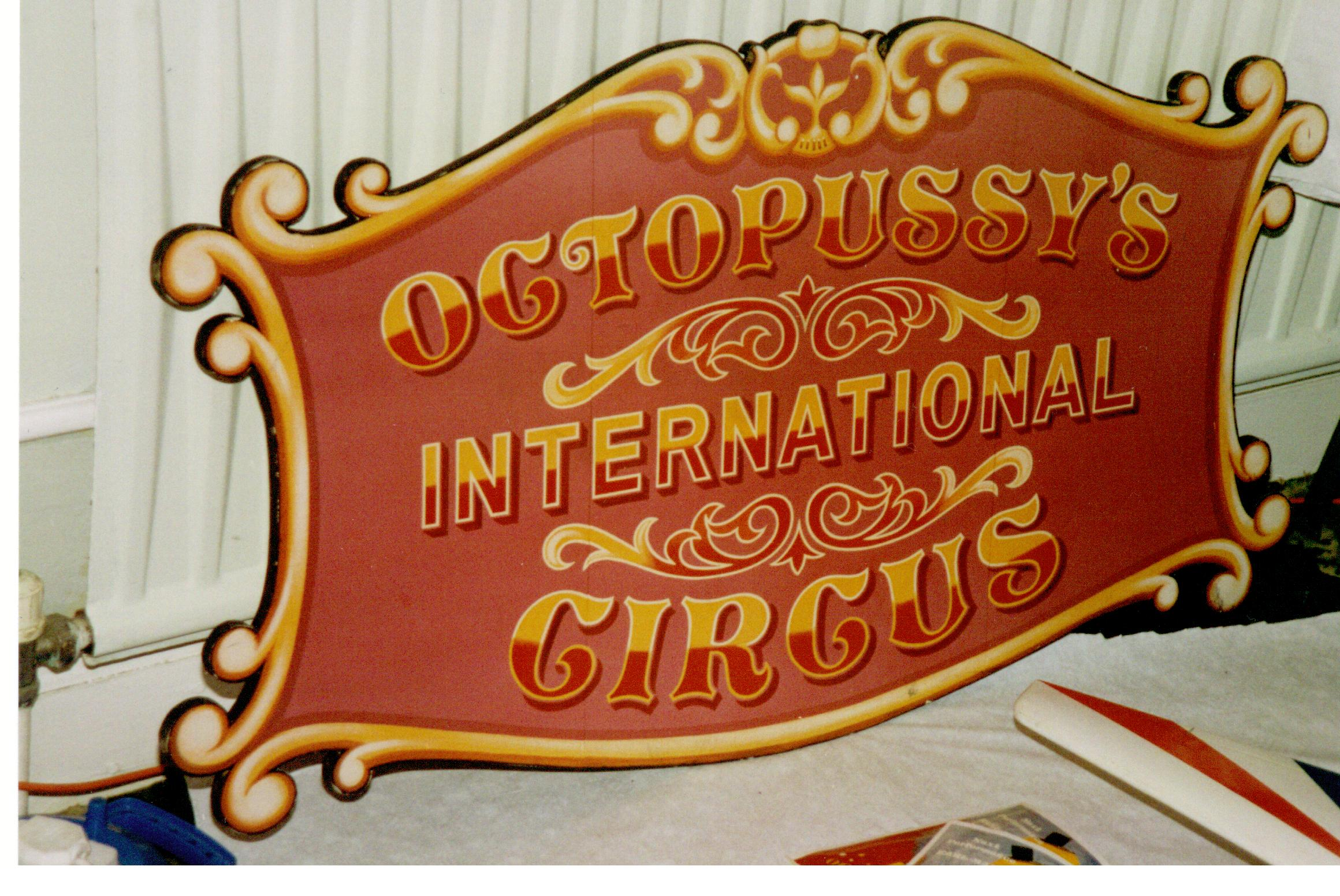
オクトパシー・サーカスのプレート

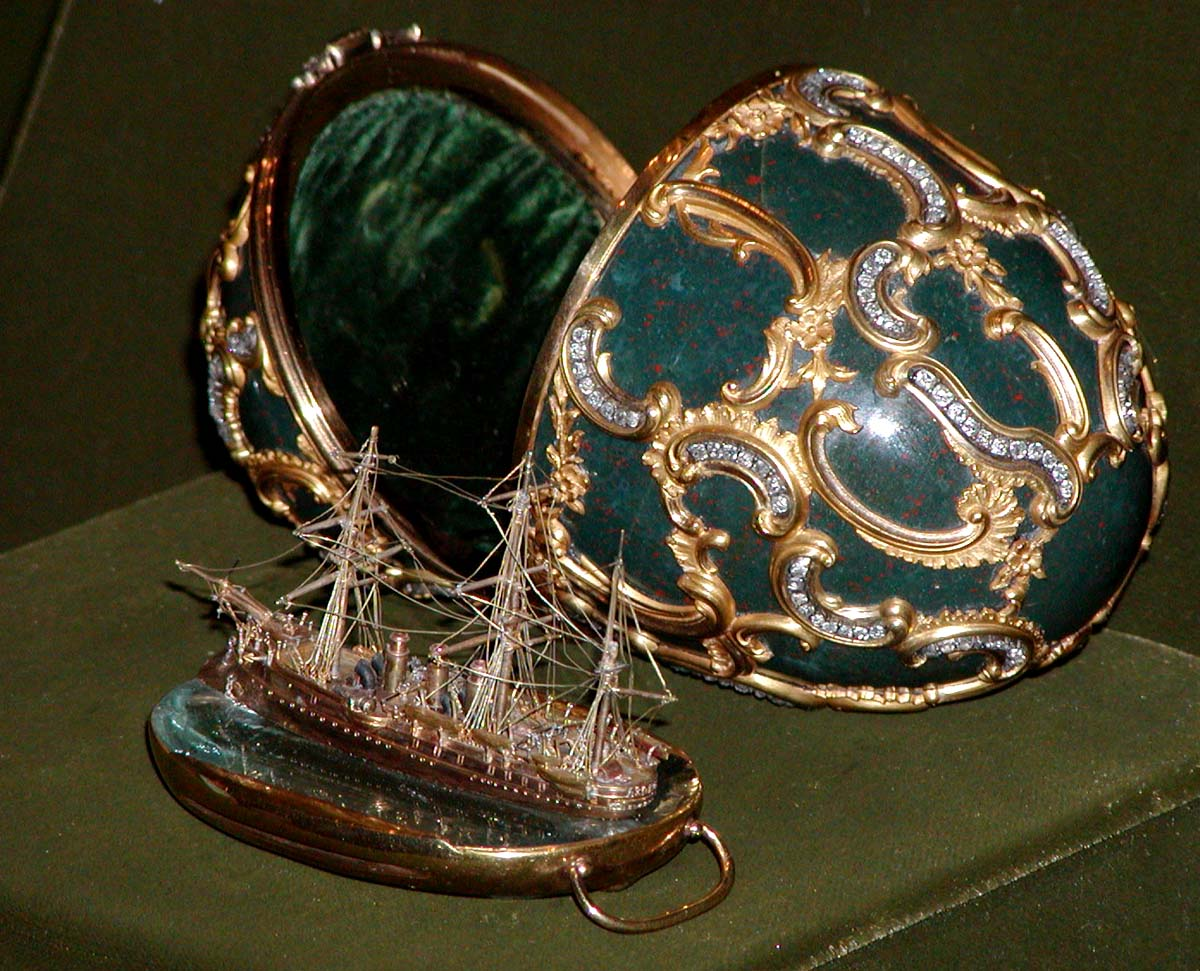
実物のファベルジュの卵の一つ

ボンド（ロジャー・ムーア）は中南米某国のトロ大佐に変装し、開発中の高性能偵察機を破壊すべく空軍基地に侵入していた。本物の大佐に見つかり一旦は拘束され、仕掛けた爆弾も撤去される。基地の外に連行されたボンドは、CIA女性アシスタントのビアンカが敵兵を誘惑して注意を逸らした隙に、用意していた超小型ジェット機（通称：アクロスター）で逃走。地対空ミサイルに追尾されるものの、前述の偵察機の格納庫内をすり抜けた直後にミサイルが格納庫を直撃、結果的に任務に成功する。
その頃、東ベルリンでピエロに成りすましサーカス団に潜入していた009は『レディーの卵（ファベルジュの卵）』（ロシア皇帝献上品）を持ち出したのを見つかり、サーカス団の双子の投げナイフ芸人兄弟ミーシカとグリーシカに致命傷を負わされ、西ベルリン英国大使館公邸に『卵』を持ち込み死亡する。
ボンドはM（ロバート・ブラウン）と美術鑑定部ファニング（ダグラス・ウィルマー）から、サザビーズのオークションに参加して『レディーの卵』の秘密をつかむように指令を受ける。ボンドらはソ連の外貨稼ぎと考えていたが、売り専門のアフガニスタン亡命貴族であるカマル・カーン（ルイ・ジュールダン）が現れてレディーの卵を買おうとするのに不審感を抱き、ボンドはオークション会場で出展品を手に取って確かめる振りをして、発信機を仕込んだニセ物とすり替えた。
ボンドはレディーの卵を相場以上の高額で落札したカマルを追ってインドへ。ホテルのカジノで彼とバックギャモンで対決し、彼のいかさまを逆手にとって勝利する。ボンドはカマルと行動を共にする女性マグダ（クリスティナ・ウェイボーン）に接近するが卵を奪われ、自らもカマルの居城に捕らえられる。部屋から抜け出したボンドはソ連軍のオルロフ将軍（スティーヴン・バーコフ）が城を来訪し、カマルが用意した偽物の宝飾品を運び出し、二人がカール＝マルクス＝シュタットでの再会を約する現場を目撃する。間一髪でカマルの城から脱出したボンドは、マグダの主人で、カマルのビジネスパートナーでもある謎の女性オクトパシー（モード・アダムス）が住む湖の城に潜入する。しかし、多数の女性を配下に従えたオクトパシーこそ、表向きこそサーカス団を含めたビジネスを多角展開しているが、裏では宝石泥棒一味のリーダーであった。ボンドはオクトパシーに一味に入るよう誘われたが断り、またしても捕らえられてしまう。
そして事件の背後には、カマルと組んだソ連タカ派のオルロフ将軍の陰謀が隠されていた。NATOとの軍縮交渉を進めても国益を損なわないというKGBの情勢分析に耳を貸さず、優勢な兵力を背景に西ヨーロッパへの侵攻を主張するオルロフは、盗んだ宝石をサーカス列車で密輸しているオクトパシーにロシアの宝飾品を西ドイツへ運ばせる。しかし実は人間大砲に隠した宝飾品を核爆弾にすりかえ、興行先の米空軍基地で核テロを起こそうとしていたのだ。ベルリンで東ドイツに入ったボンドは、カール＝マルクス＝シュタットでの公演を終えたサーカス団の列車に潜入して、カマルたちが人間大砲を貨車ごとすりかえ、核爆弾の時限装置を起動させる現場を目撃する。いったんはオルロフを抑えるがソ連兵たちと銃撃戦になり、人間大砲から抜き取られた宝飾品を積んだ彼の公用車を奪い、西ドイツへ向かったサーカス団の列車を追う。列車に乗り移ったボンドはカマル一味に見つかり、追われるうちに列車から転落する。一方、ボンドの登場に焦るオルロフ将軍は、東西ドイツ国境の駅で列車に駆け寄ろうとして東ドイツ警備兵に撃たれ、駆け付けたKGBのゴーゴル将軍（ウォルター・ゴテル）の目前で絶命するが、「明日になればソ連邦英雄だ」との言葉を遺す。
ボンドはたどり着いた西ドイツの町で自動車を奪い、地元警察に追跡されながらも、サーカス団が上演を始めた米空軍基地に突入。とっさの判断でサーカス団のピエロに変装したボンドは客席の基地司令やオクトパシーに爆弾の存在を訴えるが、突然のことで信用されない。しかし宝飾品のひとつ「ロマノフの星」をボンドから見せられたことで、オクトパシーは裏切られていたことを悟る。警備兵や地元警察官、サーカス団員たちが入り乱れる混乱の中、遂に爆弾が見付かり、ボンドは爆発の寸前で起爆装置の取り外しに成功する。
カマルはオクトパシーたちを見殺しにする形でインドに戻り、逃亡の用意を進めていた。そこへオクトパシーが一味を率いて攻め込み、空からボンドとQも合流する。オクトパシーを捕らえたカマルは邸宅を脱出し、双発の小型飛行機に乗って飛び立つが、離陸の寸前に跳び乗ったボンドが片方のエンジンを停止させ、昇降舵の動きを妨げたことで飛行機ごと墜落。ボンドは墜落の直前にオクトパシーと脱出し、生還を果たす。

## キャスト

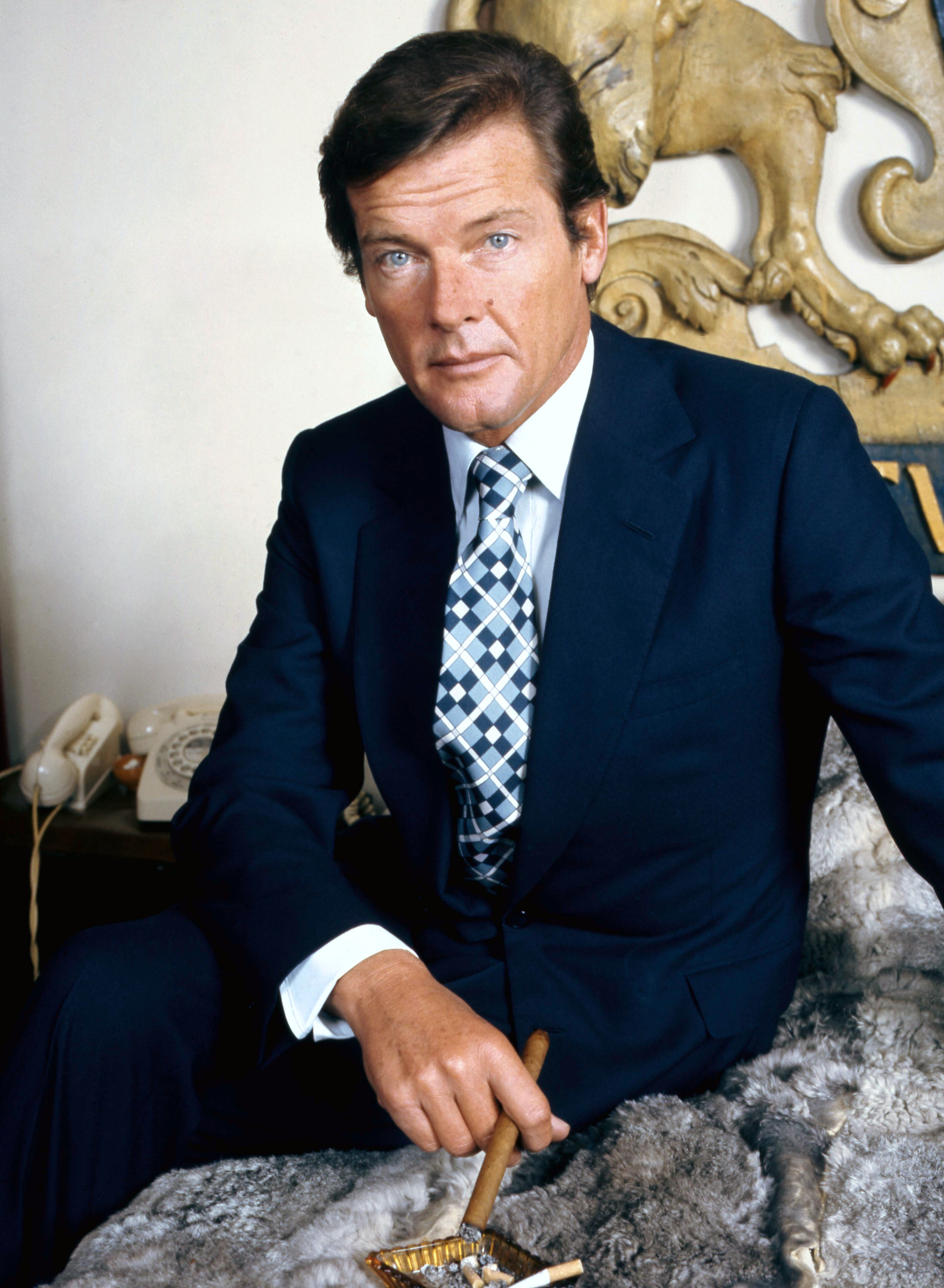
主人公のロジャー・ムーア

- ジェームズ・ボンド - ロジャー・ムーア
- オクトパシー - モード・アダムス
- カマル・カーン - ルイ・ジュールダン
- オルロフ将軍 - スティーヴン・バーコフ
- マグダ - クリスティナ・ウェイボーン
- ミーシカ - デビッド・マイヤー
- グリーシカ - アンソニー・マイヤー
- ゴビンダ - カビール・ベディ（英語版）
- M - ロバート・ブラウン（英語版）
- グレイ国防大臣 - ジョフリー・キーン（英語版）
- Q - デスモンド・リュウェリン
- マネーペニー - ロイス・マクスウェル
- ビジャイ - ビジャイ・アムリトラジ
- ゴゴール将軍 - ウォルター・ゴテル
- サドルディン - アルバート・モーゼス
- ジム・ファニング - ダグラス・ウィルマー
- ビアンカ - ティナ・ハドソン
- レンキン - ピーター・ポーチェス
- スミサーズ - ジェレミー・ブロック
- 米空軍司令官 - ブルース・ボア
- 米空軍司令補佐官 - リチャード・ルパルメンティエ

## スタッフ
- 監督 - ジョン・グレン
- 製作 - アルバート・R・ブロッコリ
- 原案・脚本 - ジョージ・マクドナルド・フレーザー、リチャード・メイボーム、マイケル・G・ウィルソン
- 制作総指揮 - マイケル・G・ウィルソン
- 撮影 - アラン・ヒューム
- 編集 - ジョン・グローバー
- 音楽 - ジョン・バリー
- 主題歌「オール・タイム・ハイ」
  - 作曲 - ジョン・バリー
  - 唄 - リタ・クーリッジ
  - 作詞 - ティム・ライス
- プロダクション・デザイン - ピーター・ラモント
- 美術 - ジョン・フェンナー
- 特殊効果 - ジョン・リチャードスン
- メインタイトルデザイン - モーリス・ビンダー
- 日本語字幕 - 戸田奈津子[3]

## 興行成績
本作は1983年の映画の世界興行成績ランキングで、『スター・ウォーズ/ジェダイの復讐』に次ぐ第2位にランクインした。ショーン・コネリーがジェームズ・ボンド役に復帰した「番外編」である『ネバーセイ・ネバーアゲイン』の第4位を凌いだが、この年は2本の007映画が上位を占める結果となった。日本では1983年度の外国映画配給収入で第4位、全体配給収入6位だった（『ネバーセイ・ネバーアゲイン』は1984年度の外国映画配給収入で第6位であった）。米国では1980年代の007シリーズ最大のヒットとなった。

## 主題歌
アメリカの女性シンガー、リタ・クーリッジが起用され、映画とは別タイトルの「All Time High」が主題歌となった。イギリスの「ミュージック・ウィーク」誌では、最高位75位、アメリカの「ビルボード」誌では、最高位36位と両国共にチャートでは振るわなかった。さらに、ジョン・バリーが担当した同サウンドトラック・アルバムは、チャート入りを果たせなかった。

## エピソード

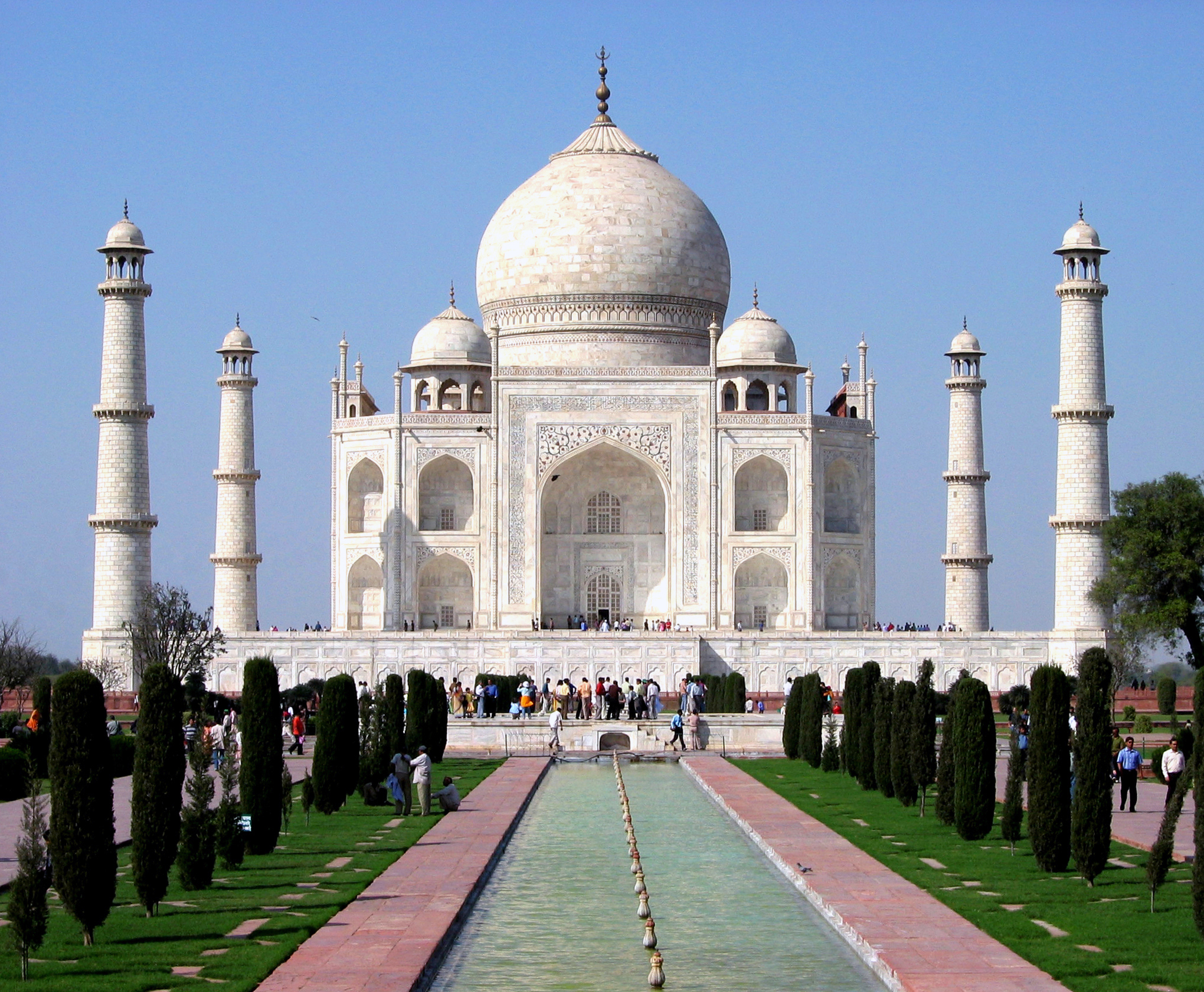
タージ・マハル

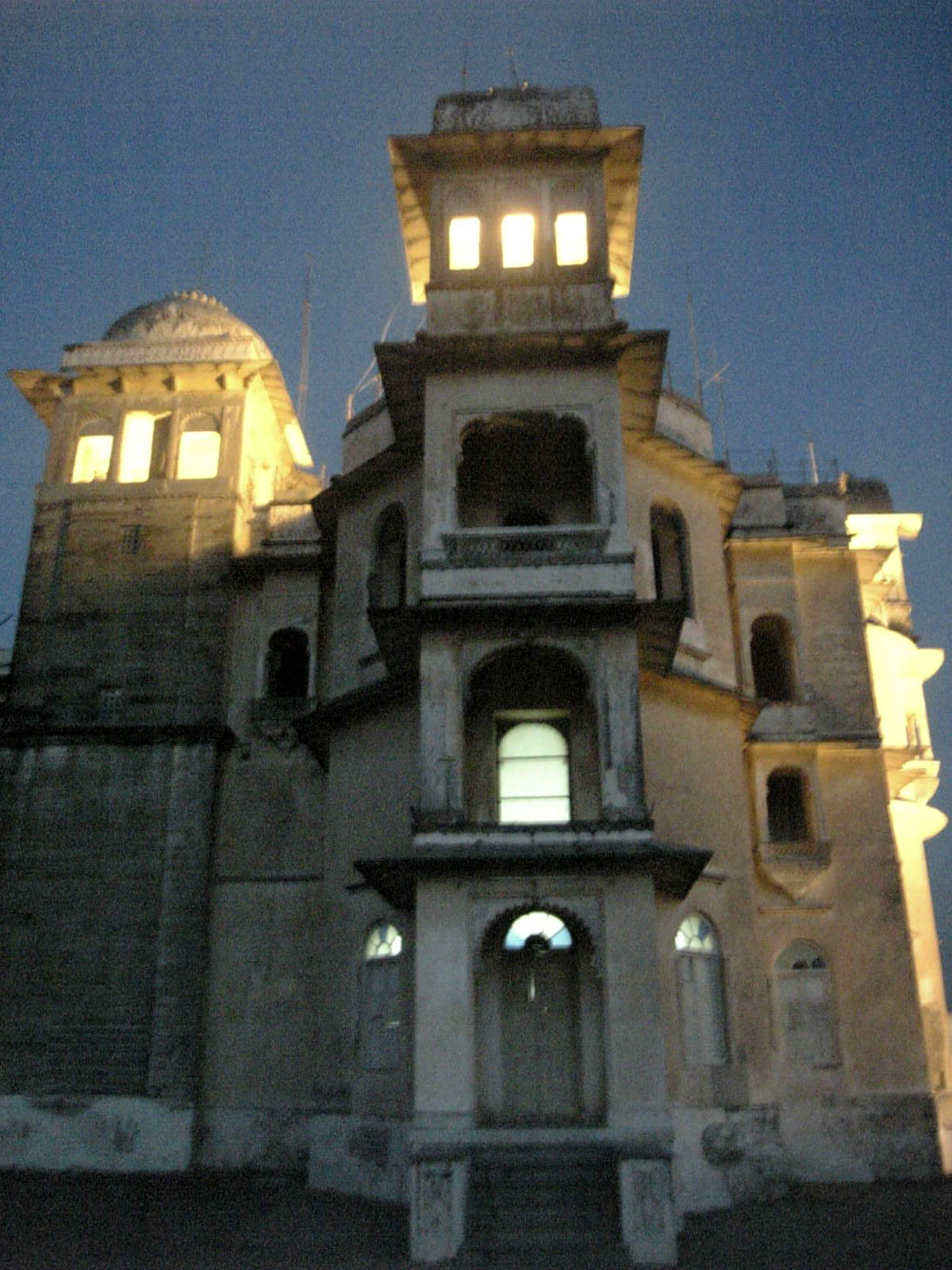
モンスーン・パレス

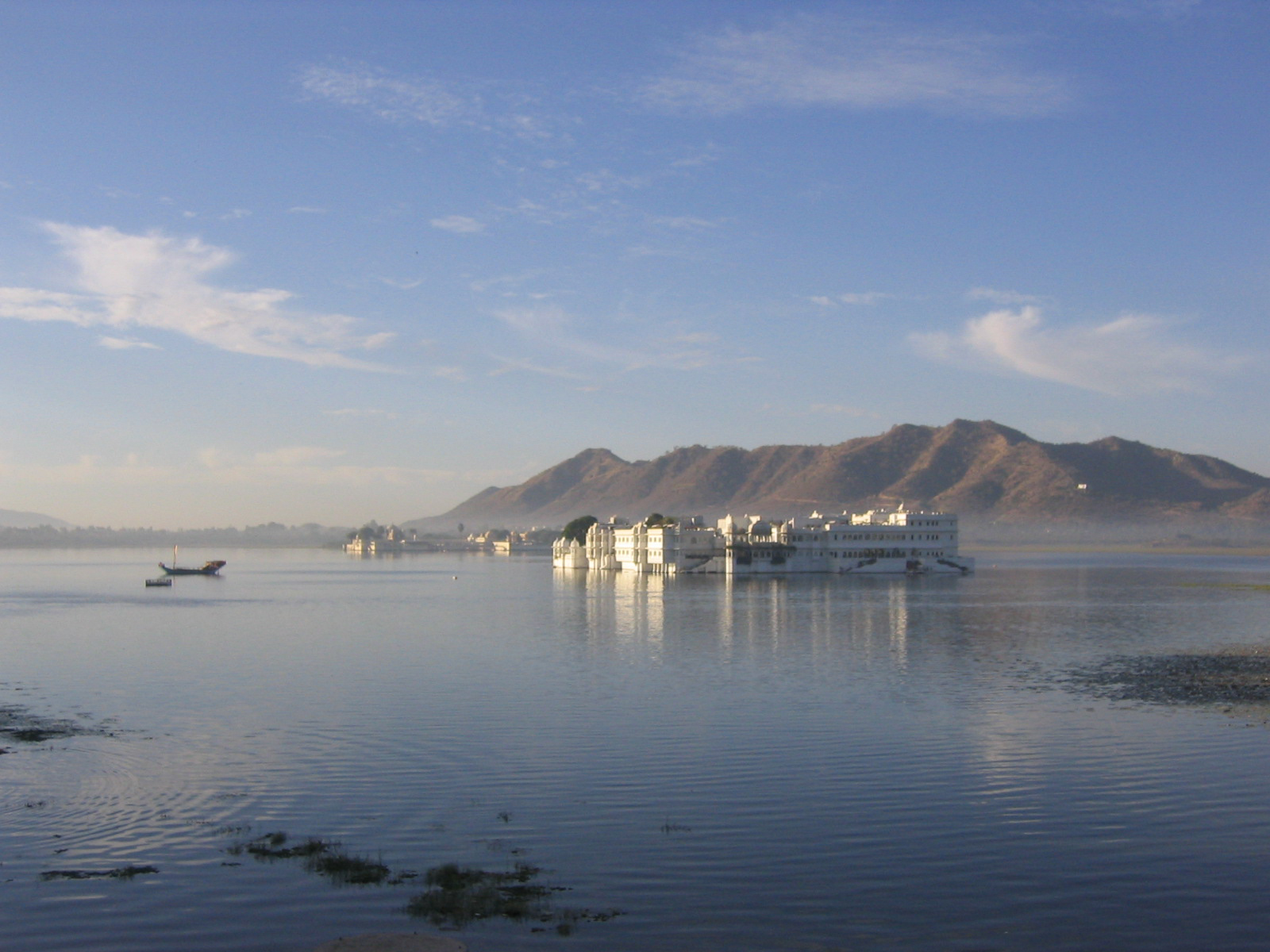
レイク・パレス

- ソ連指導者を演じたポール・ハードウィックは、当時のソ連最高会議幹部会議長レオニード・ブレジネフに風貌を似せて出演した。しかしブレジネフ当人は映画が公開される前の1982年11月に他界してしまった。
- サザビーズを出たボンドは、ボンドストリートの売店で雑誌を買う（ロンドンのサザビーズは、実際にボンドストリート沿いにある）。
- デリーに向かったカマル・カーンを追ったボンドは、ヘリコプターでタージ・マハル付近を通り、ヤムナー川に着水する。
- インドのロケは、デリーという設定のシーンも含め、大部分がウダイプルで行われた。カマル・カーンの宮殿は、同地ピチョーラー湖畔の山頂にあるモンスーン・パレス、オクトパシーの宮殿はピチョーラー湖に浮かぶ小島に建てられたレイク・パレスで撮影された。レイク・パレスはマハーラーナー（王侯）の宮殿だったが、ホテルに改装されており、ボンドが劇中で投宿したホテルも、ここで撮影されている。撮影中は、出演者の宿泊先ともなった。
- オクトパシーが移動に使う列車は、イギリスのニーン渓谷鉄道（Nene Valley Railway）で撮影された。
- ジョン・グレン監督が好んで使ったのは「鳩」。今回は、ボンドがモーンスーン・パレスの壁面を移動する際、急に飛び立つ。
- 蛇使いに変装したビジャイが、最初にボンドと落ち合う際の合図に、笛で「ジェームズ・ボンドのテーマ」を吹く。
- ビジャイはカマル・カーンを調べるためテニスクラブに潜入し、成果はバックハンドが上達しただけと述べる。また襲ってきたカマルの刺客たちをテニスラケットを振るって撃退する。演じたビジャイ・アムリトラジは当時、現役のプロテニス選手であった。
- カマルに追われて逃げるボンドが、木から木へ飛び移る際、ターザンの雄たけびを上げる。この声は、メトロ・ゴールドウィン・メイヤーが、ターザン映画のために作り上げたものである。第1作よりイオン・プロと共同で007シリーズの製作を行ってきたユナイテッド・アーティスツは、1981年にMGMに買収されていた。
- ボンドが携行する拳銃はワルサーP5。しかし、ボンドはなぜかワルサーPPKと呼ぶ。
- サーカス団の列車が東ドイツから西ドイツへ越境する場面で、西ドイツ側に You are entering the American Sector（「ここからアメリカ管理区域」）の文字が書かれている。この掲示はアメリカが管理する西ベルリンの検問所にのみ設けられていたもので、東西ドイツ直接の国境検問所にはなかった。
- 東ドイツ駐留ソ連軍の陸軍兵士や東ドイツ国境警備隊の隊員がAK-47を、KGB兵士はステアーAUGを携行している。
- カマルの私兵たちはVZ58アサルトライフル、SKSカービン、リー・エンフィールド No.4小銃など雑多な小火器で武装している。
- 西ドイツ駐留アメリカ空軍基地の所在地であるフェルトシュタットは架空の地名である。ただし、旧東ドイツのシュヴェリーン市には同名のフェルトシュタット区がある。なお物語の後半でボンドが奪う乗用車にはバイロイトを、彼を追うバイエルン州警察の車輛にはニュルンベルクをそれぞれ示すナンバープレートが取り付けられている。
- 本作はシリーズ史上初めて、主題歌（“All Time High”）の歌詞の中に作品のタイトル（“Octopussy”）が織り込まれていない作品となった。また、作品タイトルと主題歌のタイトルが異なるのは『私を愛したスパイ』（原題＝“The Spy Who Loved Me”、主題歌＝“Nobody Does It Better”）以来、2作品めである。
- 2012年に公開されたコメディ映画『テッド』では、本作が主人公のジョンと恋人のローリーの思い出の映画という設定で、作中でジョンがローリーと復縁する為に、ノラ・ジョーンズのライブに飛び入り参加して本作の主題歌「All Time High」を歌うも、音程がずれた散々な歌唱の為に大ブーイングを浴びるシーンが挿入された。
- ボンドが変装したトロ大佐を演じたジョン・ウッドは、ロジャー・ムーアのスタンドインを務めていた。
- 本作のボンドは当初ジェームズ・ブローリンが演じる予定でテスト撮影が進められていたが、同時期にショーン・コネリー主演のネバーセイ・ネバーアゲインが製作されることが判明したため新キャストでは厳しいと判断され、ムーアが続投することになった[7][8][9]。
- 本作は日本を舞台にすると設定されていたが、脚本のジョージ・マクドナルド・フレーザーが自作小説「フラッシュマン」執筆のためインドを研究していたため、設定はインドに変更となった[10]。
- 作中でQが提供する腕時計はセイコーデジボーグ、及びセイコーテレビウォッチSeiko T001 Watchであった[11]。

## 日本語吹替
| 役名                       | 俳優                                        | TBS版      | ソフト版   | 機内上映版 |
| -------------------------- | ------------------------------------------- | ---------- | ---------- | ---------- |
| ボンド                     | ロジャー・ムーア                            | 広川太一郎 | 広川太一郎 | 羽佐間道夫 |
| オクトパシー               | モード・アダムス                            | 来宮良子   | 唐沢潤     |            |
| カーン                     | ルイ・ジュールダン                          | 田口計     | 森田順平   |            |
| マグダ                     | クリスティナ・ウェイボーン                  | 榊原良子   | 櫨山めぐみ |            |
| オルロフ                   | スティーヴン・バーコフ                      | 坂口芳貞   | 成田剣     |            |
| ゴゴール                   | ウォルター・ゴテル                          | 大宮悌二   | 島香裕     |            |
| M                          | ロバート・ブラウン                          | 石森達幸   | 中博史     |            |
| マネーペニー               | ロイス・マクスウェル                        | 好村俊子   | 泉裕子     |            |
| Q                          | デスモンド・リュウェリン                    | 丸山詠二   | 白熊寛嗣   |            |
| サドルディン               | アルバート・モーゼス                        | 沢木郁也   | 宗矢樹頼   |            |
| ビジャイ                   | ビジャイ・アムリトラジ                      | 秋元羊介   | 羽多野渉   |            |
| ゴビンダ                   | カビール・ベディ                            | 西村知道   | 五王四郎   |            |
| ミシカ／グリシカ           | デイヴィッド・マイヤー アンソニー・マイヤー | 星野充昭   |            |            |
| グレイ国防大臣             | ジェフリー・キーン                          | 伊井篤史   | 佐々木省三 |            |
| ジム・ファニング           | ダグラス・ウィルマー                        | 加藤正之   | 佐々木睦   |            |
| ビアンカ                   | ティナ・ハドソン                            | 伊倉一恵   |            |            |
| ペネロプ・スモールボーン   | ミカエラ・クラヴェル                        | 滝沢ロコ   |            |            |
| ソビエト連邦議長           | ポール・ハードウィック                      | 小関一     |            |            |
| レンキン                   | ピーター・ポーテウス                        | 塚田正昭   |            |            |
| シェッツィ                 | ブレンダ・カウリング                        | 巴菁子     |            |            |
| 赤い車のティーンエイジャー | ゲイリー・ラッセル                          | 菅原淳一   |            |            |

- TBS版 - 初回放送1988年9月6日20:00-22:24 『ザ・ロードショー』（本編約122分）※キングレコードから発売の特別版DVDに収録。

プロデューサー - 上田正人、演出 - 小山悟、翻訳 - 木原たけし、効果 - 遠藤堯雄/桜井俊哉、調整 - 小野敦志、製作 - 東北新社/TBS
- ソフト版 - 初出2006年11月22日発売 DVD アルティメット・コレクション

その他声の出演︰四宮豪、高越昭紀、遠藤大輔、水白和希、小野涼子、山田智子、冨田裕美子
演出 - 福永莞爾、翻訳 - 谷津真理、調整 - 金谷和美、製作 - 東北新社
- 機内上映版：1984年、JALにて上映[13]。

## 原作
『007号/ベルリン脱出』（Octopussy、またはOctopussy and The Living Daylights）はイアン・フレミングの小説007シリーズ第2短編集（単行本としては14冊目でフレミング作としては最後）で、1966年、ジョナサン・ケープより出版された。日本では1966年に『007号/ベルリン脱出』のタイトルで、早川書房から井上一夫訳によりハヤカワ・ポケット・ミステリで発売され、1983年に文庫化された際『オクトパシー』に改題された。

### 収録作
オクトパシー（007号の追求） - Octopussy
本映画『007 オクトパシー』の原作。また、『007/スペクター』に登場人物ハンス・オーベルハウザーが使用された。"PLAYBOY" 1966年3月号・4月号掲載。
あらすじ　金塊を持ち逃げし、ボンドの恩人オーベルハウザーを射殺したデクスター・スマイス少佐はボンドに連行され軍法会議にかけられようとしていた。彼は、最後の時の前に自分が起こした事件を回想していた。
所有者はある女性（007号の商略） - The Property of a Lady
本映画のもう一つの原作。"PLAYBOY" 1965年1月号掲載。
あらすじ　英国諜報部のソ連に寝返ったマリア・フロイデンスタインにソ連は、二重スパイの報酬として、ファベルジュの卵をサザビーのオークションに出し、その利益を与えようとしていた。報酬額を増やすために、ファベルジュの卵の値を上げようとする人物を国外追放するために、ボンドは専門家のスノーマン氏とともにサザビーのオークションに出席する。
ベルリン脱出 - The Living Daylights (Berlin Escape)
映画『007 リビング・デイライツ』の原作。Argosy1962年掲載。
あらすじ　東側に潜入していた英国諜報部のエージェントが、機密情報を持ってベルリンを経由して脱出しようとしていた。ボンドはＫＧＢスナイパー「トリガー」からエージェントを守るため、「トリガー」を狙撃するよう命じられる。エージェントが脱出する前、ボンドは向かいで行われていたオーケストラの一員の金髪の若い女性に目を奪われていた。いざエージェント脱出の時、向かいの窓からライフルを持って現れたのは、あの金髪の女性だった。
007 in New York (Agent 007 in New York)
早川書房版未収録。New York Herald Tribune1963年10月掲載。
『007号/世界を行く』アメリカ版のため執筆された短編
あらすじ　ボンドは、元英国諜報部のスタッフであったソランジュがKGBのエージェントと交際していることを彼女に伝えるために、ニューヨークに飛ぶ。そして、ボンドは、任務とともにニューヨークの街を散策する。

### 出版
- イアン・フレミング 著、井上一夫 訳『オクトパシー』早川書房、1983年6月15日。ISBN 9784150706593。
- Fleming, Ian (2009-10-1) (英語). Octopussy and The Living Daylights. Penguin. ISBN 978-0141045092

## 参照
1. 1 2  “Octopussy” (英語).  The Numbers. 2022年8月12日閲覧。
2. ↑  1983年配給収入10億円以上番組 - 日本映画製作者連盟
3. ↑  007/オクトパシー : 作品情報 - 映画.com
4. ↑  “Movie list by worldwide gross” (英語).   WorldwideBoxoffice.com. 2009年6月21日閲覧。
5. ↑  “日本映画産業統計”.  日本映画製作者連盟. 2009年6月22日閲覧。
6. ↑  “日本映画産業統計”.  日本映画製作者連盟. 2009年6月22日閲覧。
7. ↑  James_Brolin_was_devastated_to_be_dropped_as_James_Bond_for_Roger_Moore_|_Films_|_Entertainment_|_Express.co.uk
8. ↑  ジェームズ・ボンド役候補者だった父を語る – ジェームズ・ボンド007ニュース
9. ↑  ジョシュ・ブローリン父、『007』初のアメリカ人ボンド俳優として起用寸前だった過去を振り返る | THE RIVER
10. ↑  “Octopussy”.   American Film Institute. 2021年6月11日閲覧。
11. ↑  Seiko_G757_5020_Sports_100_|_Bond_Lifestyle
12. ↑  “007 オクトパシー（ザ・ロードショー版）”.   ふきカエル大作戦!!. 2022年7月29日閲覧。
13. ↑  “映画解説 4月の映画・ビデオプログラム”. 機内誌 WINDS (JAL):  117. (1984年8月号).